# Girolamo Lucchesini
Girolamo Lucchesini (ur. 7 maja 1751, zm. 20 października 1825) – pruski dyplomata pochodzenia włoskiego.

## Kariera dyplomaty
W roku 1779 przybył do Berlina, gdzie Fryderyk Wielki zatrudnił go jako tłumacza. Fryderyk Wilhelm II wysłał go do Rzymu w 1787 jako w charakterze dyplomaty, by otrzymał papieski placet na mianowanie koadiutora biskupa Moguncji.
W latach 1789–1792 był ambasadorem Królestwa Prus w Warszawie (od października 1790 r. do grudnia 1791 r. zastępował go August Goltz). Do Polski przyjechał już w 1788 roku. Początkowo miał to być dlań jedynie przystanek w podróży do Rosji. Działalność jaką rozwinął, sprawiła, iż Fryderyk Wilhelm II Hohenzollern zostawił go na stanowisku ambasadora w Polsce. Był to okres obrad Sejmu Wielkiego. Lucchesini organizował liczne propruskie prowokacje polityczne. (Aczkolwiek w okresie od 20 października 1790 do 5 grudnia 1791 w Polsce zastępował go August Fryderyk Ferdynand von der Goltz).
Szybko dokonał zbliżenia dyplomatycznego z Polską. W 1790 roku doprowadził do polsko-pruskiego przymierza. Gdy tylko sytuacja zmieniła się i sojusz począł zagrażać interesom pruskim, umowy zerwano. Lucchesini wyjechał z Polski latem 1792 roku już po przystąpieniu króla Stanisława Augusta do Targowicy i faktycznym upadku Konstytucji 3 Maja. Gdy Fryderyk II i Lucchesini zwiedzali w Tarnowskich Górach zwiedzali kopalnię „Fryderyk”, w Grodnie toczyły się obrady ostatniego Sejmu Rzeczypospolitej.
Po opuszczeniu Polski Lucchesini walczył z Francuzami u boku króla, był bowiem przewidziany jako następny ambasador Prus w Paryżu po planowanym przywrócenia Ludwika XVI do władzy. Kiedy się to nie powiodło, a wojska pruskie zostały odparte, został ambasadorem w Wiedniu (1793–1797).
Trudno było mu wytrzymać na dworze wiedeńskim, z powodu jego antyaustriackości. Dworzanie wyczuwali tę antypatię i utrudniali mu życie. W 1795 bezskutecznie zabiegał o odwołanie z cesarskiej stolicy. Dopiero w 1797 wyjechał z niej do Włoch, gdzie rozmawiał z Napoleonem o sprawach równowagi europejskiej.
W 1790 został odznaczony Orderem Orła Białego.
W latach 1800–1806 był posłem w Paryżu.